# Taraxacum falcatum
Taraxacum falcatum — вид рослин з родини айстрових (Asteraceae), поширений у Європі від Ісландії до Уралу.

## Поширення
Поширений у Європі (у т. ч. Україні) від Ісландії до Уралу; відсутній у західній та південно-західній Європі.